# Davide Mattiello
Davide Mattiello (Torino, 31 maggio 1972) è un politico italiano.

## Biografia
Laureatosi nel 1996 in giurisprudenza presso l'Università degli Studi di Torino con una tesi in diritto costituzionale, ha ricoperto numerosi incarichi presso associazioni di volontariato legate alla lotta all'illegalità e alle mafie.
Attivo sin dalla giovane età nel mondo del volontariato cattolico, in particolare nella GiOC, nel 1999 fonda Acmos, un'associazione il cui scopo statutario è promuovere l'inclusione democratica attraverso percorsi di cittadinanza attiva nelle scuole. Ne rimane presidente sino al 2010.
Dal 2002 al 2010 ricopre il ruolo di referente regionale di Libera Piemonte e di membro del Consiglio regionale del Forum del Terzo Settore. In Libera, è anche membro dell'Ufficio di Presidenza tra il 2009 e il 2012.
Il suo impegno politico inizia nel 2011 con la fondazione "Benvenuti in Italia", che contribuisce a fondare e presiede fino al 2015, per esserne di nuovo presidente dal 2018. Nel febbraio 2017 deposita un disegno di legge che prevede di introdurre l'incompatibilità fra l'affiliazione massonica e l'assunzione del ruolo di dirigente apicale nella pubblica amministrazione.
Alle elezioni politiche del 2013 viene eletto deputato della XVII legislatura della Repubblica Italiana nella circoscrizione Piemonte 1 come indipendente nelle liste del Partito Democratico. Durante la legislatura, è membro delle commissioni Giustizia e Antimafia. È relatore, tra le altre, della modifica dell’articolo 416-ter del codice penale, in materia di scambio elettorale politico-mafioso, e del sistema di protezione dei testimoni di giustizia. Fa altresì parte del comitato dei nove per la legge sul caporalato.
Nel luglio 2016 si iscrive ufficialmente al Partito Democratico e aderisce alla corrente ReteDem.
Candidato in posizione di lista quasi proibitiva alle politiche del 2018 con il PD, manca la rielezione. 
Nel 2019 pubblica il saggio La repubblica d'Europa sotto l'acronimo di "Isagor", scritto insieme a Luca Mariani, Anna Mastromarino, Marco Omizzolo, Federica Rispoli e Leonardo Palmisano. Nel 2020 pubblica il libro Se vince la mafia, un libro per ragazzi riguardante le mafie.
Nel 2020 incomincia a lavorare come conducente e netturbino per la cooperativa sociale Arcobaleno.
Nel maggio del 2024, in occasione delle elezioni europee, viene candidato nella lista del PD per la circoscrizione nord-occidentale. Tuttavia con 10.936 preferenze non risulta eletto.